# Castelnuovo Bormida
Castelnuovo Bormida là một đô thị ở tỉnh Alessandria trong vùng Piedmont của Italia, có vị trí cách khoảng 80 km về phía đông nam của Torino và khoảng 20 km về phía nam của Alessandria. Tại thời điểm ngày 31 tháng 12 năm 2004, đô thị này có dân số 666 người và diện tích là 13,2 km².
Castelnuovo Bormida giáp các đô thị: Cassine, Rivalta Bormida, và Sezzadio.